# Virgílio Mendes
Virgílio Marques Mendes, dit simplement Virgílio (17 novembre 1926, Entroncamento - 24 avril 2009), était un footballeur portugais.

## Biographie
Il était défenseur du FC Porto et de l'équipe nationale portugaise dans les années 1950.
Il entraîne brièvement le FC Porto en 1966.

## Palmarès
- Champion du Portugal en 1956 et 1959 avec le FC Porto
- 39 sélections avec le Portugal entre 1949 et 1960